# Løgten Mark
Løgten Mark liegt in der Nähe von Frederikshavn im Vendsyssel im Norden Jütlands in Dänemark. Der archäologische Fundplatz ist durch Souterrains bekannt, die in Dänemark nur in einem eng begrenzten Gebiet vorkommen.
Das erste der heute neun dänischen Souterrains wurde Anfang des 20. Jahrhunderts auf einem Feld in Stidsholt bei Saeby in Verbindung mit einem eisenzeitlichen Haus entdeckt. Es ist gangartig in die Erde gebaut und hat aus Trockenmauerwerk aufgeschichtete Seitenwände. Oben war es mit flachen Steinplatten bedeckt. Der Gang hat eine Länge von etwa 10,0 Metern. Etwa in der Mitte erweitert er sich zu einer ovalen Kammer von etwa 1,5 mal 2,0 Metern. 
Einzelexemplare von Souterrains liegen bei Donbæk, Bækmoinen und Dalgård an der Straße, die über Gærum nach Ǿster Vrå führt. Die meisten der übrigen Souterrains, sie werden hier stenbyggede kælder oder jernalderkældrene (deutsch: Stein- bzw. Eisenzeitkeller) genannt, liegen in der Løgten Mark, in der Nähe von Frederikshavn. Sie weisen unterschiedliche Formen auf, meist mittels Gängen verbundene ovale Raumbuchten. Die Anlagen der Løgten Mark wurden nicht im Kontext mit Hausresten gefunden.
Insgesamt sind die Anlagen wenig erforscht und stammen wohl überwiegend aus der späten Bronze- und der Eisenzeit. 
In Skandinavien ist ein einziges weiteres, mehr als 30,0 Meter langes Souterrain mit ungeklärtem Alter und rätselhafter Funktion aus Lønngangen nahe der Olavskirche von Avaldsnes in Norwegen bekannt.